# Жером д'Амброзио
Жером Д‘Амброзио е роден на 27 декември 1985 година в Етербек, Белгия.

## Първи стъпки
Той започва кариерата си с картинг спорта, с който се занимава от 1995 до 2002 година. През това време три пъти става шампион на Белгия, а освен това печели Джуниър Монако Карт Къп 2000, както и Световната купа във Формула А през 2002.

## Формула Серии
От 2003 година започва да се занимава с едноместните формули и по-точно 1.6-литровите машини от белгийската Формула Рено. През същата година участва и в германската Формула Кьониг, където завършва на четвърта позиция в крайното класиране.
През 2004 преминава във френската Формула Рено и управлява болидите с 2.0-литрови двигатели.
Две години по-късно израства до най-високите серии – Формула Рено 3.5, където става част от Теч 1 Рейсинг. Отново през 2006 участва и в Евросериите 3000 с екпа на Еуронова Рейсинг. Там постига три подиума и завършва пети в крайното класиране.
През 2007 преминава в екипа на Крам Къмпетишън в Интернешънъл Формула Мастър и спечелва общо 100 точки и пет състезания, с което завършва първи в категорията.

## ГП2 Серии
2008 година прекарва в ГП2 шампионата и новите ГП2 Азия серии с екипа на DAMS, заедно с Камуи Кобаяши.
През първия си сезон в ГП2 завършва 12-и, като най-добрите му постижения в отделните състезания са две втори места. Той продължава с отбора си, който е в много тясна връзка с тима от Формула 1 – Рено, и през следващите две години.

## Формула 1
През януари 2010 година Рено Ф1 Тийм обявява Д‘Амброзио за свой резервен пилот. На 16 септември същата година Върджин заявява желанието си Жером да тества с тима на пистите в Сингапур, Япония, Корея и Бразилия.
Белгиецът успява да впечатли отговорните лица в отбора на Ричард Брансън и така на 21 декември 2010 Върджин Рейсинг потвърждава Д‘Амброзио за свой титулярен пилот през сезон 2011.